# Sociedade Agrícola e Pecuária de Plantadores de Pernambuco
A Sociedade Agrícola e Pecuária de Plantadores de Pernambuco (SAPPP), criada em 1954 e legalmente constituída em 1955, foi um movimento social organizado pelos trabalhadores do campo como forma de mobilização para garantir terra e trabalho.
A segunda metade da década de 1950 já refletia a crescente organização dos camponeses em torno da luta pela reforma agrária. A SAPPP foi criada, em 1954, pelos moradores arrendatários da localidade de Engenho Galiléia, em Vitória de Santo Antão, a 50 quilômetros de Recife, onde viviam e trabalhavam cerca de 140 famílias.
Apesar de inicialmente concordar com a criação do movimento, o proprietário da terra voltou atrás no seu apoio, alegando que "aquilo era comunismo". As famílias foram despejadas, mas os camponeses resistiram e buscaram apoio na justiça, através do advogado e deputado pelo Partido Socialista, Francisco Julião Arruda de Paula e, em janeiro de 1955, a SAPPP foi legalizada.
A partir de então, o movimento das Ligas Camponesas se espalhou pelo Nordeste,  especialmente depois da seca de 1958, quando milhares de trabalhadores rurais uniram-se, na cidade de Recife, para o "Primeiro Congresso de Foreiros e Proprietários". A seguir, o movimento estendeu-se a Minas Gerais e interior do Rio de Janeiro e, com o apoio da ala progressista da Igreja, as Ligas Camponesas ganharam força e dinamismo.